# Margaret Edwards
Margaret Edwards, född 28 mars 1939, är en brittisk före detta simmare.
Edwards blev olympisk bronsmedaljör på 100 meter ryggsim vid sommarspelen 1956 i Melbourne.